# إستر هان
إستر هان (بالإنجليزية: Esther Hahn)‏ هي مركمجة أمريكية، ولدت في 17 ديسمبر 1985.